# Chaoburmus victimaartis
Chaoburmus victimaartis är en tvåvingeart som beskrevs av Lukashevich 2000. Chaoburmus victimaartis ingår i släktet Chaoburmus och familjen tofsmyggor.
Artens utbredningsområde är Myanmar. Inga underarter finns listade i Catalogue of Life.